# 非洲华人
非洲华人指具有华裔血统而定居于非洲者。目前非洲华人的数量正在增长中，尚未有确切的统计数据。

## 數量
非洲大陆的中国移民数量正在迅速增长，他们来到非洲大陆寻求经济机会。目前有至少100万中国工人生活在非洲。40万中国人居住在南非，10万在马达加斯加，10万在赞比亚，7.4万在苏丹，6万在埃塞俄比亚，5万在安哥拉，5万在肯尼亚，5万在尼日利亚，5万在肯尼亚、5万在乌干达、阿尔及利亚40,000 人、乍得40,000人、纳米比亚130,000人、毛里求斯35,000 人、坦桑尼亚30,000 人、刚果共和国25,000 人、莱索托20,000 人、莫桑比克12,000人、埃及有10,000人。津巴布韦9,000人，6,000名博茨瓦纳，5,000名喀麦隆，5,000名赤道几内亚，5,000名几内亚，3,000名吉布提，3,000名马拉维，3,000名马里，多哥有3,000人。塞内加尔有2,000人，尼日尔有1,000人，南蘇丹有1,000名中国人。刚果民主共和国估计有50,000名中国人，其中大多数居住在金沙萨或为上加丹加省的矿业公司工作。

## 历史
尽管有一些早期贸易联系的证据，但人们对中国与非洲之间的古代关系知之甚少。中世纪交往的亮点包括14世纪索马里学者兼探险家摩加迪沙的赛义德(Sa'id)、14世纪摩洛哥学者伊本·白图泰(Ibn Battuta)的旅程的访问以及15世纪明朝大臣鄭和(Zheng He)的七下西洋。
中国大陆与非洲大陆的现代政治和经济关系始于毛泽东时代，中国共产党在中国内战中取得胜利。1971年，中国在26个非洲国家的支持下从台湾手中接过了联合国席位。毛泽东感谢支持并表示：“是非洲兄弟把我们抬进了联合国”。今天，几乎所有非洲国家都正式承认中华人民共和国，以寻求经贸支持。进入21世纪，中华人民共和国与非洲建立了日益牢固的经济联系。2013年，估计有100万中国公民居住在非洲。此外，Howard French估计2017年有200万非洲人在中国工作。
中国自2009年超过美国以来一直是非洲最大的贸易伙伴，截至2022年仍是非洲最大的贸易伙伴。到2022年，中非贸易总额增至2820亿美元。

## 延伸閲讀
- 中非關係